# Jean Delville

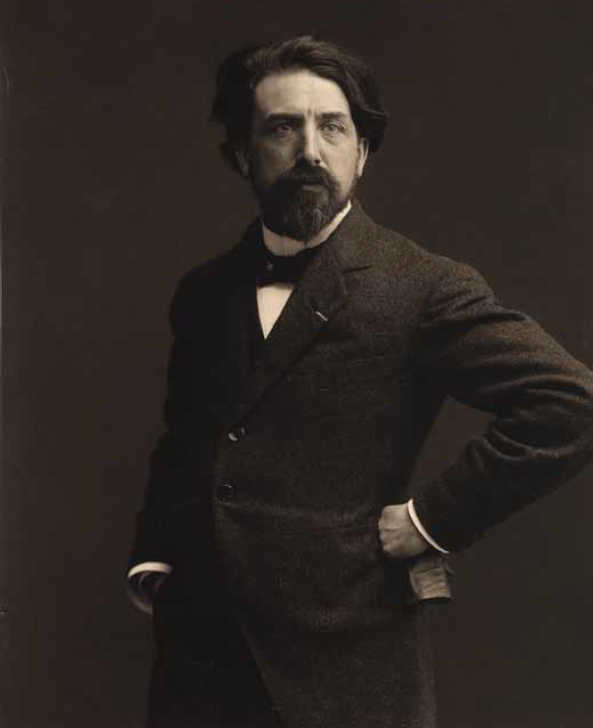
Jean Delville omstreeks 1910

Jean Delville (Leuven, 19 januari 1867 - Vorst, 19 januari 1953) was een Belgisch, aanvankelijk realistisch, doch later symbolistisch dichter en kunstschilder.

## Levensloop
Jean Delville begon zijn schildersopleiding toen hij twaalf jaar oud was. Hij was leerling aan de Koninklijke kunstacademie van Brussel onder Jean-François Portaels. Het grootste deel van zijn leven verbleef hij in Brussel. Toch verbleef hij ook enkele jaren in Parijs, Rome, Glasgow en Londen. Toen hij twintig was stelde hij zijn werken tentoon en won enkele belangrijke prijzen. Na een tijdlang te hebben gedoceerd aan de School of Arts in Glasgow, waar hij ook even directeur was, werd hij professor aan de kunstacademie van Brussel. Sommige van zijn leerlingen werden wereldberoemd, zoals Éliane de Meuse (Godecharleprijs 1921), Marcel Hastir en Max Van Dyck, dewelke laureaat werd  van de prijs van Rome 1920, professor en directeur bij de Academie voor Schone Kunsten te Anderlecht.
Delville werd benoemd tot lid van de Koninklijke Academie van België.
Pas twintig jaar oud, kwam hij in contact met spiritualiteit en esoterisme. In 1887 verbleef hij een tijd in Parijs en ontmoette Joséphin Péladan, een mysticus en occultist. Delville kon zich vinden in een aantal ideeën van Péladan, waaronder het idee van de ideale kunstenaar als een spontaan geëvolueerde ingewijde wiens missie het was om licht, spiritualiteit en mysticisme in de wereld te zenden. Delville stelde schilderijen tentoon in Péladans Salon de la Rose-Croix tussen 1892 en 1895.
Hij was met Emile Fabry en Albert Ciamberlani in 1892 stichtend lid van de groep Pour l'Art en in 1896 was hij ook stichtend lid van L'Art idéaliste.

In 1895 wint hij de Prijs van Rome en verblijft met vrouw en kinderen in Italië in 1896-1897.
Delville uitte zijn ideeën niet enkel in zijn schilderijen. Hij schreef ook verscheidene teksten. In 1895 publiceerde Delville zijn Dialogue entre nous, een tekst waar hij bepaalde standpunten inneemt over esoterische filosofie en occultisme. In zijn bespreking D. Phil, vermeldde Brendan Cole dat de dialoog van Delville vooreerst een aantal ideeën weergeeft van occultisten maar ook de interesse in theosofie. Delville werd lid van de Theosofische Vereniging eind jaren 1890 en in 1910 werd hij secretaris van de Belgische Afdeling. Van 1911 tot 1913 was hij de eerste voorzitter van de Belgische Theosofische Vereniging.
Delville was een persoonlijke vriend van Jiddu Krishnamurti. In 1910 bouwde hij een toren aan zijn huis in Vorst. De meditatiekamer bevond zich helemaal bovenaan en het embleem van de Theosofische Vereniging plaatste hij op de hoogste reling. Het huis is afgebroken, echter op foto’s en schilderijen is het huis met toren nog te bewonderen.
Delville was ook Martinist. In deze orde had hij de graad van S.I.. Tijdens zijn verblijf in Rome in 1897 werkte hij samen met de Italiaanse Martinisten.

## Laatste jaren
Delville was vastbesloten zijn ideeën aan de wereld door te geven. Hij schilderde en schreef constant. Om de kost te verdienen, onderwees hij kunst. Ondanks het feit dat hij het professioneel heel druk had, vond hij steeds tijd en ruimte voor zijn privéleven. Hij was een intelligente man, had moed en doorzettingsvermogen. Zijn harde werk en toewijding konden echter niet beletten dat hij niet de erkenning kreeg die hij verdiende. In 1951 waren zijn werken bijna volledig vergeten. Hij stierf in Vorst in 1953 en kreeg niet de kans om de herleving van zijn werk te beleven.

## Delville vandaag
Een eerste tentoonstelling van de werken van Delville kwam er in 1968 in Londen. Parijs volgde in 1972. Vandaag worden zijn werken, vooral deze uit zijn beginperiode, erg gewaardeerd om hun ongewone kwaliteiten. Ook in het Hoofdkwartier van de Theosophical Society in Adyar, India werd verwezen naar het werk van Delville. Volgens Philippe Jullian was, in de jaren 1960, de Hall of Religions versierd alsof het imitaties van Delville waren.

## Bekende schilderijen van Delville
- Les trésors de Satan (1895)
- Prometheus
- Orpheus
- Parsifal
- Péladan
- De School van Plato (1898, in Musée d'Orsay, Parijs)

### Het portret van Mrs. Stuart Merrill
Alhoewel Delville vaak schreef over zijn gedachtegoed, besprak hij bijna nooit zijn schilderwerken. Hij liet de interpretatie ervan over aan de kijker, en bijgevolg hangt er rond zijn beste schilderijen een zweem van geheimzinnigheid.
Een van de meest aangrijpende is zijn Portret van Mrs. Stuart Merrill. Deze krijttekening uit 1892 is opvallend bevreemdend. Delville schetst er een jonge vrouw in trance als een medium, met haar ogen naar boven gedraaid. Haar stralend rood-oranje haar vervloeit met het licht van haar aura.
De warme kleuren rond Mrs. Merrills hoofd verwijzen schijnbaar naar het aardse vuur van passie en sensualiteit. Het boek daarentegen, waarop haar kin en haar lange, bijna spookachtige handen rusten, vertoont een driehoek die naar boven wijst. Deze Delta verwijst naar Delvilles opvatting over de volmaakte menselijke wijsheid die, zoals hij zegt in zijn Dialoog, verwezenlijkt wordt door magie, Kabbalah en Hermetisme. Volgens sommige auteurs verwijst dit schilderij naar Inwijding, door zijn referenties naar occultisme  en wijsheid. De rode aura van die vrouw zou dan verwijzen naar haar sensualiteit, die meer vergeestelijkt zal worden in latere groeistadia.
Maar hoe men dit ongewoon schilderij ook bekijkt, het grijpt kijkers sterk aan. Bade (in Femme Fatale, 1979) beschreef het als etherisch en bovennatuurlijk, Jullian (in Dreamers of Decadence, 1974) als een positief magisch beeld. Andere namen die het kreeg zijn De Mona Lisa van de jaren 1890, of La Misteriosa.
Van het model weten we nog steeds niets, zelfs niet haar voornaam. Delvilles zoon Olivier zegt er wel iets over, maar hoe betrouwbaar dit is weten we niet, vermits hij pas tien jaar na het tot stand komen van dit schilderij geboren werd. Hij vertelt dat Stuart Merrill een symbolistische dichter was die in Parijs gepubliceerd had, en in de buurt van Delville in Vorst woonde. De jonge mevrouw Merrill-Rion was een Belgische, en Delville was gefascineerd door haar bevreemdende schoonheid, die hem als die van een medium leek. Wellicht heeft hij nog andere portretten van haar geschilderd, zoals de tekening "Medusa" (1893). Het schilderij werd niet door de Merrills gekocht, maar bleef in de familie Delville tot een Californische privé-verzamelaar het verwierf rond 1960-1970. In 1998 werd het aangekocht door het Brussels Museum voor Schone Kunsten, waar het thans te bezichtigen is.

### Satans Schatten
Een ander van Delvilles betere werken is "Satans Schatten" (Les trésors de Satan, 1895). Satan wordt hier voorgesteld met wilde, vurige haren en grote inktvisarmen als vleugels. Scharlaken golven spoelen rond zijn linkerarm, en hij overschouwt een rivier vol bewusteloze mannen en vrouwen. In vele afbeeldingen is de kleur van hun naakte lichamen een gelig oranje, maar in het origineel is het een subtiele mengeling van purperen en gele zuren,  benadrukt met groene tinten. Ze liggen gekluisterd midden in een weelderig koraalrif, omgeven door munten, juwelen en vreemde vissen. Daarrond liggen uitgestrekte velden van puntige rotsformaties, het geheel geschilderd in schaduwen van oranje, geel en bruin.
Hoewel ook hier de betekenis overgelaten wordt aan de kijker, is toch duidelijk dat Satans Schatten geen gebruikelijk beeld van de hel is. Wellicht hebben de visie van de kunstenaar  (en van Péladan) op decadentie en erotiek een rol gespeeld, en misschien ook het inwijdingsthema, als in het Portret van Mrs. Stuart Merrill. Ook weten we dat Delville een groot bewonderaar was van het werk De Grote Ingewijden van Edouard Schuré, die bij de Inwijding van Isis beschrijft hoe de kandidaat mislukt in de proef van de Zintuigelijke Bekoring: verstrikt in een vurige droom wordt de kandidaat dronken van het parfum van een verleidelijke vrouw, en na wild zijn lusten te hebben botgevierd valt hij in slaap. De Inwijder bestempelt dit als een Val in de Afgrond van het Stoffelijke. De Onderwereld van Delville, waar Satan de scepter zwaait, is bijna zeker een afbeelding van deze Stoffelijke Afgrond. Satan, Heer van het Rijk van het stoffelijke, heerst over de slapende bewoners ervan. Gewikkeld in een waan zijn deze mannen en vrouwen bezeten door Satans betovering, en gevangen in hun eigen begeertes. Satans "Schatten" bestaan dus niet alleen uit hun sensualiteit, maar ook uit wereldse rijkdom, zoals de munten, parels en koralen die hen omgeven. Bovenal zijn de betoverde personen zelf de schatten van Satan.

### De Engel der Schittering
Later in Schurés Inwijding van Isis overwint de kandidaat zijn gevangenschap in het stoffelijke. Deze groeifase van de mens wordt door Delville in 1894 geschilderd als De Engel der Schittering. In dit werk, dat voor het ogenblik tot een private verzameling behoort, wordt het Stoffelijke voorgesteld als slangen en verstrengelde doornige rozen onderaan rechts op het doek. Een man, met opgeheven armen en ogen, kijkend als deze van Mrs. Stuart Merrill, zit deels in en deels los van dit stoffelijk rijk. Links van hem verrijst een schitterende en bijna lichaamsloze vrouwelijke engel, wiens glanzende en doorzichtige kleedplooien een lichtende kring rond de man scheppen.
Op de achtergrond gelijkt het landschap op de puntige heuvels van Satans Schatten. Maar thans zijn ze geschilderd in zuiver purper en goud, verrijzend uit een helder blauwe zee.
Dit beeld kan op minstens twee manieren uitgelegd worden. Als het inderdaad de episode is uit Isis' Inwijding van Schuré, dan kan die man gezien worden als het afgestoten deel van de inwijdeling, dat verder wegzinkt in het stoffelijke. De engel kan gezien worden als "een zuiverder etherisch zelf" dat pas geboren werd. In het andere geval, niet geïnspireerd door Schuré, kan de engel gezien worden als een apart wezen, of als het Hogere Zelf van die man, die hem verheft uit de afgrond. Doch in beide interpretaties verwijst Delvilles schilderij naar de geestelijke groei van de mens.

### De School van Plato
In 1895 won Delville de Prix de Rome en reisde hij met zijn gezin naar Italië. Daar schilderde hij "De School van Plato", die nu in het Musée d'Orsay hangt. Het werk werd geestdriftig onthaald toen het in Brussel in 1895 tentoongesteld werd.
De kleuren zijn nochtans overwegend koel, met veel blauw, groen en bruin, en hier en daar purper. In het midden van een mooi maar ietwat gekunsteld klassiek landschap zit Plato, wiens wijsbegeerte door Delville hoog geprezen werd. Hij heeft een baard en lijkt op een Christusfiguur, wat niet toevallig is. Zowel Schuré als Blavatsky stellen immers dat ook Plato ingewijd werd, maar dat hij uit voorzichtigheid zijn esoterische boodschap in rationele, intellectuele termen verhulde om ze publiek aanvaardbaar te maken. Ook is Plato in dit schilderij geklééd, terwijl zijn studenten naakt zijn. Daarenboven komen ze lichtelijk verwijfd over, wat voor Delville betekende dat ze androgyn, ja hermafrodiet waren, zoals de mens oorspronkelijk verondersteld werd te zijn geweest, althans volgens de theosofie en verwante levensbeschouwingen. Ten tijde van Delville waren velen immers de overtuiging toegedaan dat de vergeestelijking van de mens zou leiden tot een stapsgewijze terugkeer naar deze oorspronkelijke toestand. De androgynie van Plato's leerlingen staat dus symbool voor hun zuiverheid en vergoddelijking.

## Geschreven werken van Delville
- Le Mystère de l'Evolution ou de la Généalogie de l'Homme selon la Théosophie (Brussel, H.Lamertin, 1905)
- Les Horizons hantés (gedichten) (Brussel, Lacomblez)
- Dialogue entre nous. Argumentations kabbalistique, occultiste, idéaliste (esoterie)(Brugge, Daveluy, 1895)
- Le Frisson du Sphinx (gedichten) (Brussel, H.Lamertin)
- La Mission de l'Art - Esthétique idéaliste (Brussel, Balat)
- Le Christ reviendra - le Christ futur en face de l'église et de la science (Publ. Théosophiques)
- Problèmes de la vie moderne (Brussel, En Art)
- Dieu en nous - Essai Théosophique d'émancipation spirituelle (1908)
- La grande Hiérarchie Occulte et la Venue d'un Instructeur mondial (Brussel, Les presses Tilbury, 1925)